# NCAPG
NCAPG‏ (Non-SMC condensin I complex subunit G) هوَ بروتين يُشَفر بواسطة جين NCAPG في الإنسان.